# Mazzanti Automobili
Mazzanti Automobili è stata una casa automobilistica italiana, che produceva vetture artigianali "su misura" ad alte prestazioni. Fondata nel 2002 a Gello di Pontedera (PI), come Faralli & Mazzanti da Luca Mazzanti e Walter Faralli, iniziò come laboratorio, che univa un'officina di restauro e un centro di sviluppo per auto sportive, per poi diventare due realtà distinte nel 2010: Mazzanti Automobili e Faralli Restauri. Il nome Mazzanti Automobili ha ricevuto visibilità internazionale grazie alla coupé Mazzanti Evantra, inserita (insieme all'azienda e al fondatore) nell'archivio e collezione del Museo del Design Toscano (Mu.De.To), presentata al Top Marques Monaco Show nel 2013 e selezionata dalla Sony Computer Entertainment per il suo simulatore di guida Driveclub.
Dopo l'allontanamento del fondatore, ha interrotto la produzione nel 2022, entrando in liquidazione giudiziale l'anno seguente.

## Gli albori: la Faralli & Mazzanti

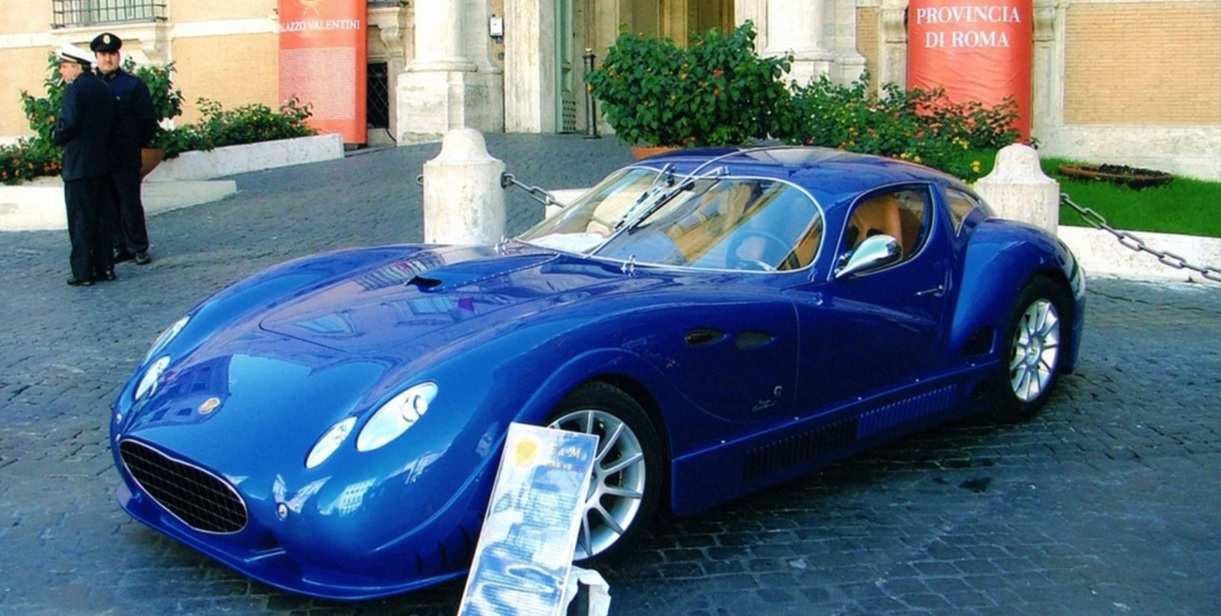
F&M Antas

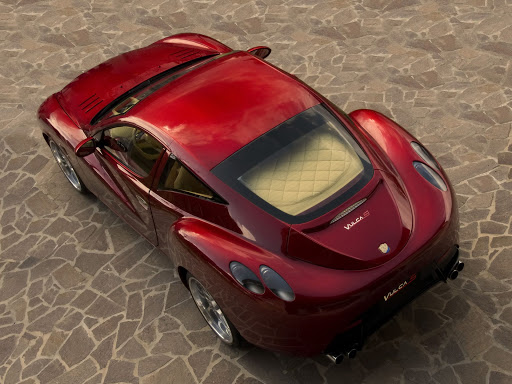
F&M Vulca S

Le origini della Mazzanti Automobili risalgono ad una collaborazione professionale stretta fra Luca Mazzanti, specializzato in progettazione e sviluppo di sportive artigianali, e Walter Faralli, specializzato in restauro di vetture d'epoca. I due soci decidono di unire le forze e fondare un piccolo laboratorio automobilistico che aveva lo scopo sia di restaurare veicoli sia far conoscere le proprie abilità progettuali agli appassionati del settore. Questa unione diede vita alla Faralli & Mazzanti e a vetture esotiche, come la F&M Antas che in giro di poco tempo ottengono, nonostante la gioventù del marchio, una visibilità internazionale. Una volta creatosi il mercato attorno al marchio le due realtà presero vita indipendente: nel 2010 i due soci decisero di concentrarsi sulle rispettive inclinazioni (il restauro di auto storiche per Faralli, la progettazione e la costruzione di vetture sportive dalle alte prestazioni per Mazzanti). Da questo momento inizia un percorso individuale per la Mazzanti Automobili, che porta il marchio ad una visibilità internazionale indipendente.

## Il progetto Evantra

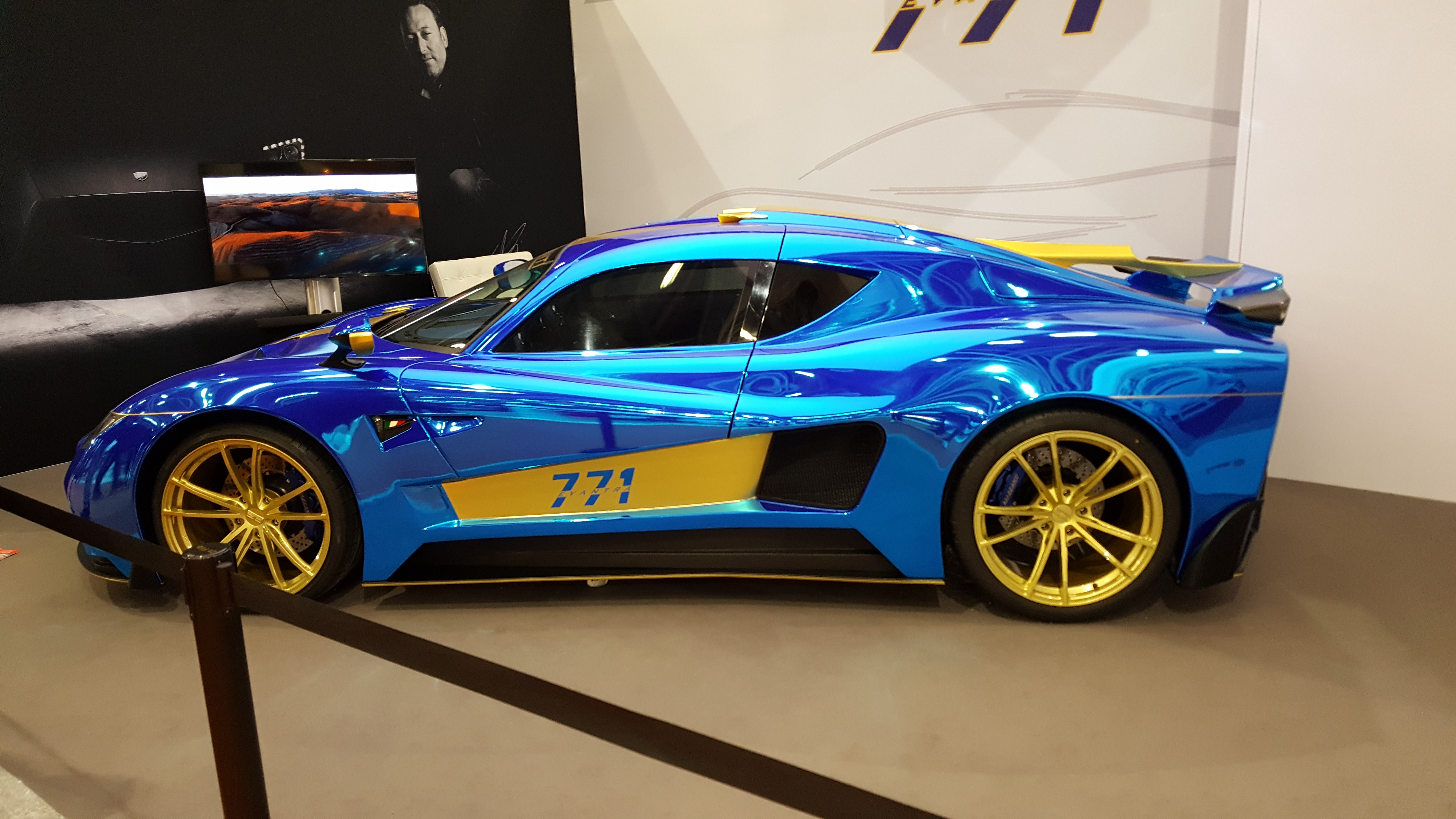
Mazzanti Evantra

Nel 2011 Luca Mazzanti, dopo tre anni di lavoro svolto anche con il supporto del designer Zsolt Tarnok, presentò il progetto Evantra, una berlinetta a motore centrale pensata per essere realizzata in serie estremamente limitata e fortemente personalizzabile. Durante il 2012 furono realizzati i modelli in scala 1:1 e iniziò la costruzione del primo esemplare. Nel 2013 la Mazzanti Evantra, appena ultimata, venne presentata in anteprima mondiale al Top Marques Monaco Show ottenendo visibilità internazionale attraverso anche alla stampa presente all'evento, tanto che l'azienda toscana venne contattata da molte fra le più grandi testate giornalistiche internazionali e del settore automotive. L'influenza della vettura anche al di fuori del mercato di riferimento dell'azienda è testimoniato anche dall'inserimento della Mazzanti Automobili all'interno del Museo del Design Toscano, e alla diffusione del modello Evantra fra i prodotti di rinomati realizzatori di modellini da collezionismo e/o giocattoli. Anche La Sony Entertainment ha dimostrato interesse per la vettura, chiedendo l'autorizzazione all'uso dei diritti commerciali del modello Evantra su un noto videogioco di simulazione di guida. L'azienda, dopo la riorganizzazione dell'area produttiva per la realizzazione dell'Evantra in 5 esemplari l'anno, ha individuato all'interno del progetto del circuito di Pontedera la realizzazione del proprio centro ricerche. I test finali della Evantra sono stati invece realizzati all'autodromo di Modena.. Nel 2020 diventa la prima fabbrica di hypercar in Italia a sostenere i propri investimenti anche attraverso la rete del crowdfunding, cui moltissimi appassionati e investitori danno il loro importante contributo. Alla fine del 2020 è stata rilasciata l'ultima video intervista il cui contenuto ripercorre i passi più significativi della storia aziendale vissuti dal suo creatore rivelando anteprima dei futuri progetti produttivi del brand e già dall'inizio del 2021 è possibile acquistare i lussuosi modelli utilizzando monete digitali decentralizzate (criptovalute come Bitcoin, Litecoin, Ethereum).

### Evantra Millecavalli
Nel 2016 è stata presentana l'Evantra Millecavalli, una versione estrema dell'hypercar Evantra, caratterizzata da un peso ridotto a 1300 kg e da una potenza aumentata a 1000 CV che le incrementano la velocità ad oltre 400 km/h e l'accelerazione 0-100 km/h in 2,7 sec. Ne sono stati prodotti solo 25 esemplari. La Mazzanti Evantra Millecavalli rappresenta fisicamente l'impegno costante dell'azienda nella propria evoluzione.

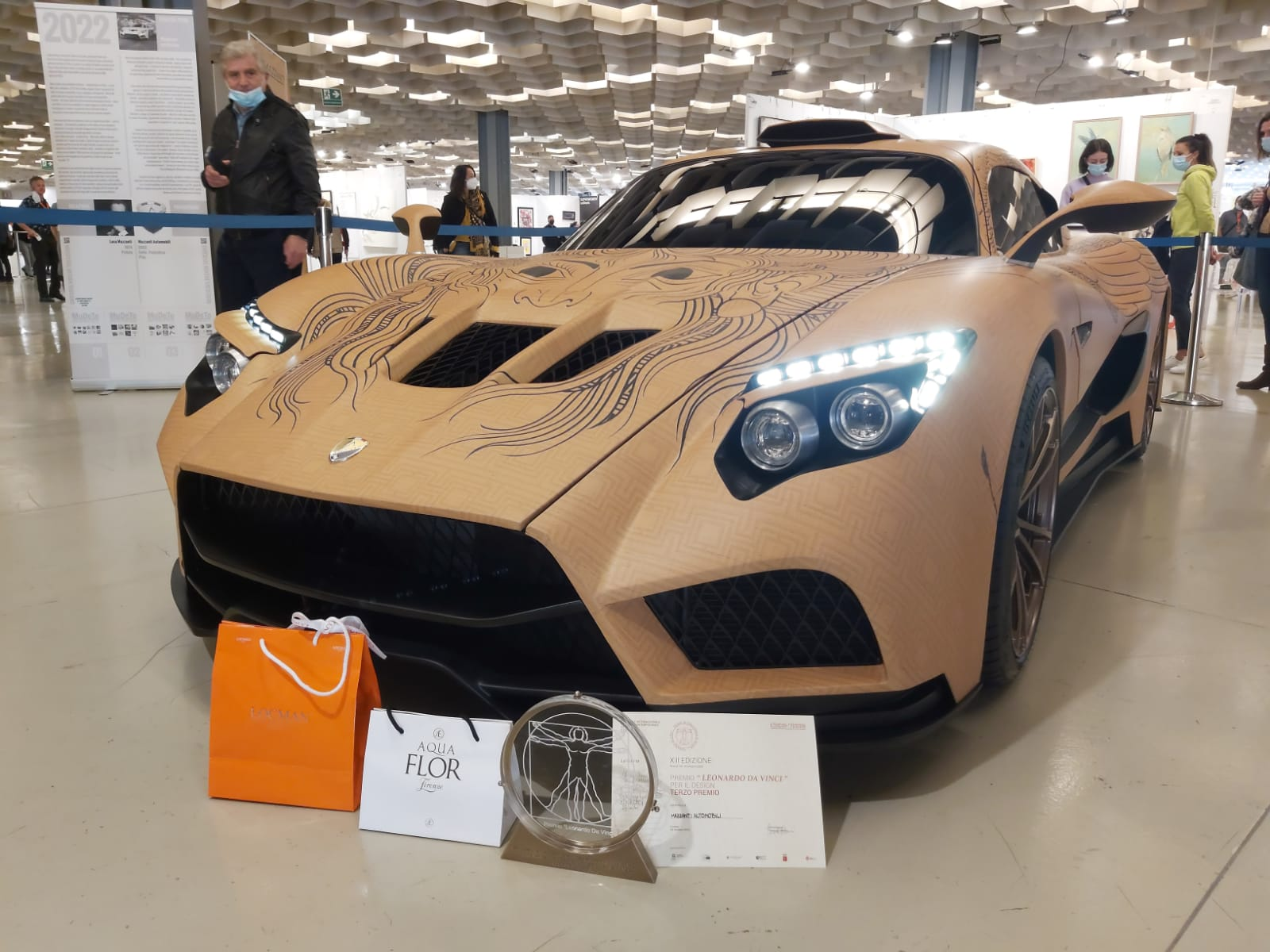
Evantra Pura

### Evantra "Pura"
Debutta il 30 ottobre 2021 introdotta dal Presidente della Regione Toscana Eugenio Giani alla mostra "Eccellenze di serie/Serial excellence" ideata e organizzata dal Museo del Design Toscano - MuDeTo APS (partner istituzionale della Florence Biennale Art+Design) e le viene conferito il terzo premio "Leonardo da Vinci " per il design; come le precedenti versioni dello stesso modello, la Pura è stata disegnata, progettata e assemblata interamente a mano, in Toscana. La sportiva di Pontedera è mossa da un V8 biturbo di 6,2 litri, per un peso totale di soli 1280 kg, e una potenza massima di 761 CV erogati a 6300 giri/min e una coppia di 910 N⋅m disponibile a 4300 giri/min (0-100 km/h in 2,9 secondi, velocità massima superiore ai 360 km/h), che il costruttore ha voluto abbinare a una trasmissione manuale per esaltarne l'esperienza (e la "purezza") di guida. L'esemplare esposto a Firenze è stato rivestito per l'occasione con una decorazione grafica ispirata alla tradizione etrusca, cui il nome dello stesso modello (Evantra, dea dell'immortalità) e la sede dell'azienda sono strettamente legate per discendenza e dislocazione.